# リナ＝インバース
リナ＝インバース（LINA INVERSE）は『スレイヤーズ』に登場する架空の人物。作品の主人公であり、ドラゴンマガジン版では伊藤美紀が声優を担当。また､小説では語り手でもある。アニメでは林原めぐみが声優を担当。また、アニメ化前のスーパーファミコン用ソフトのCMでは冬馬由美が声優を担当した。

## 人物・性格
姉であるルナの「世界を見てこい」という一言で旅に出た。剣士にして自称、美少女天才魔道士。本編物語開始時は15歳で、本編では物語の途中で16歳になり、その後2年近く経ったので2部終了時点で17～18歳。長い栗色の髪を持ち、普段はバンダナで隠している額に2つのほくろを持つ。
「悪人に人権はない」をモットーとし、懐がさみしくなると趣味と実益を兼ねて盗賊のアジトを襲撃して路銀を稼ぐなど、型破りな性格をしているが、仲間に対しては筋を通そうとする、ナーガにたかられた際におごるなど面倒見のいい面もある。
そのため「盗賊殺し（ロバーズ・キラー）」の通り名があり、壊滅させた盗賊団は数千にも上ると噂されている。
実家が商売をやっており、「転んでもただで起きたら貧乏人」と商人根性を叩き込まれている。
食に対する執念は凄まじく、行く先々の食堂や宿屋で全メニュー制覇を狙い、チャンスあらば他人に飯代をおごらせ、食べる量も半端ではない。アニメ版ではそれが特に強調されている。戦争を起こして暗殺者の活躍できる時代を作ろうとする暗殺者に「戦争が起こると名物料理が食べられなくなる」という理由で怒りを燃やしたことも。劇場版、ドラマCDシリーズでは、リナの食事シーンから物語が始まるのが恒例になっている。
角川つばさ文庫版では児童書のためかやや抑えられた表現となっており、また本編に比べて精神的な弱さが強調されている。

## 通り名・噂
「ドラゴンもまたいで通る」より「ドラまた」リナとも呼ばれている。その他、沢山の悪い意味での通り名を持ち、『魔竜王が、人間の魂を狩り集めるために人の姿に変化しており、ある程度ダメージを与えると、巨大な竜になる』、『本当の年齢は数百歳、巨城を一撃で粉砕できるほどの呪文を連打できる』、『五百年前に滅んだレティディウス公国の大魔道士で、本人は既に死んでいるのだが、その残留意思を封じられた黒いバンダナが持ち主を操っている』、『額から触角が伸びてハエを捕食する』、『口から怪光線を発射して悪人を一掃する』、等といった都市伝説もあちこちで囁かれている。さらに『命にかかわる危険な生物ベスト百』という本や『友達にしたくない人物ベスト10』というランキングに載っていたり、『巨大な体格と薄青い肌、額に生えた小さな角を前髪で常に隠しており月のない夜しか活動しない』（某国の諜報員による綿密な調査の結果）と最早人間扱いされていない場合も。果ては本人の知らないところで勝手に破壊神に祭り上げられ、『リナ・インバース神教』なる新興宗教が出来ていたほど。
もっとも、攻撃呪文で人を吹っ飛ばすのを軽いコミュニケーションと言い切り、怒るより先に、人に攻撃呪文や蹴りを放ち、柄の悪い人間を見れば喧嘩を売り、魔法実験で森を消し飛ばしたり、八つ当たりで近くの山やドラゴンに「竜破斬（ドラグ・スレイブ）」をかまして地形を変えたり、自分のやった犯罪を人になすり付けたり、依頼料の少なさに腹を立てて「重破斬（ギガ・スレイブ）」を使い、世界を滅ぼしかけたりしているのでこうした噂が立つのもしかたのないことだが。本人も「根も葉もなくはない噂」と事実無根ではないことを認めているが「自覚すれども反省せず」と行動を改める気はまったくない。
こうしたことから悪人の間では名前が知れ渡っており、リナが名前を名乗ったとたんに泣いて謝ったり、必死に命乞いをしたり、あるいは恐怖からかいきなり棒読みお子様口調になった盗賊や、リナの名前を悪口に使って絶交された人間がいる。稀に本人がこの悪名の高さを利用して相手を威圧する場合もある。また、リナが仲を取り持とうとしたカップル達がことごとく通常の三倍近いスピードで破綻している為、ゼフィーリアでは、「赤い糸切りのリナ」と呼ばれ、縁切りエキスパートとして縁切り業界で名を馳せている。
地元であるゼフィーリアの魔道士協会からは、その能力と功績を認められており、名誉の証である「称号の服（ディグリー・ローブ）」と、その称号の色を贈られている。しかし、女の子だからかわいらしくという理由で称号は「桃色（ピンク）」でフリルつきの「称号の服（ディグリー・ローブ）」を贈られ、両親に笑いをかみ殺され、ルナに散々笑い飛ばされた事からトラウマとなっており、リナ自身にとっては触れて欲しくない過去となっている。
魔王の欠片2体、魔王の腹心2人、神官1人、将軍2人と多数の高位魔族に滅びるきっかけを与えた（あるいはリナ自身が倒した）人物であり、また魔王の腹心5人全員に会った最後の人物でもあり、同世代以降の魔道士からは「魔を滅する者（デモン・スレイヤー）」の二つ名で呼ばれる。魔族にすらもこの二つ名で呼ばれ、金色の魔王をその身に降ろした存在として恐れられており、徹底抗戦すべきと主張するものもいれば、戦力の減衰を恐れて放置すべきという意見に分かれている。覇王将軍ノーストからはこのような出来事は偶然ではなくそういう宿命の下に生まれたからではないかとも推測されている。

## 容姿
身長147cmと小柄で体型や胸に自信がなく、ナーガからは「大平原の小さな胸」等と不名誉なあだ名を付けられている。しかしイラストに起こされた彼女の大きさで小さいとなると、立場のない女性が多くなる程度の大きさはある。この原因は当時の編集が巨乳好きだったためらしい。ただ、あらいずみるいの手によるキャラは総じて胸が大きいので、平均値自体が現代日本のそれより大きいとも言える。ただし2008年版では胸の小さいデザインに変更されている。なお、『スレイヤーズVSオーフェン』ではキースにまで「ひらべったいひと」呼ばわりされている（初出時は「ちっちゃいひと」だった）。魔道士の格好をしているが、その容姿からハッタリと思われるのか、呪文を使うまで魔道士と気づかれないことも多い。

## 魔法・技能
人間としては尋常ならざる魔力容量（キャパシティ）を持ち、一般に最強の攻撃呪文とされドラゴンすら一撃で葬る事のできる「竜破斬（ドラグ・スレイブ）」さえもいとも容易く操る等、黒魔術に関する腕は超一流で、さらに精霊魔術にも精通している。「重破斬（ギガ・スレイブ）」や「神滅斬（ラグナ・ブレード）」というオリジナルの術を編み出す等、魔法面では天才と自称するに足りる才能を有する。ただし、本人が目立ちにくい儀式魔術や召喚術のレパートリーは少なく、白魔術も高位のものは使えない。術を覚える基準も、実用性よりも見栄えの良さや面白さを重視する傾向がある。特に攻撃呪文では、見た目にも派手な爆炎系を好む。また、戦闘時でも多少余裕のある場合では、戦い方に堅実さより格好良さ、見栄えの良さを求めてしまう事がある。
また、剣士としての腕前もかなりのものであり、魔法無しでも平均的な力量の剣士にひけは取らないが、本編では敵味方共にリナ以上の使い手が多く、剣技で活躍することは少ない。ズーマとの戦いで剣技の力量を上げる必要性を感じ、ガウリイから剣術を教わっている。
口が達者で都合が悪くなると悪徳商人宛らに、屁理屈や回りくどい言い方でごまかしたり説得したりする。
かなりの推理力と洞察力をもつが、めんどくさがって証拠集め等をせず偏見で犯人を決めることがあるため見当違いの推理をすることもある（初期にガウリイから「お前さんのスルドイ推理ってのは当たったためしがない」といわれたことも）。姉に仕込まれた家事の腕はプロ級で、本職のメイドも顔負けである。さらにドラゴン語やゴブリン語を話す事ができ、料理をゆっくり食べればその料理に毒が入っているかどうかも分かる。怪談やナメクジ、寒さが苦手。

## 装備
ショートソード
扱いやすさを重視した身軽な剣。力がなく技とスピードを重視するリナの戦闘スタイルに合わせて、軽量のものを選択している。
折られたり、無くしたりしているので頻繁に買い換えている。
- アニメ版無印では、レイピアを装備していた。こちらも剣技は速度重視型の武装である。なお、このレイピアは何か曰くがある魔法剣らしい話をしていた為に魔法具（もしくは呪われた剣）の可能性もある（この細身剣は無印作中では全く折れる事はなかった。更にリナ自身、「装備をマジックアイテムで固めている」と作中で言及している）。

バンダナ
黒竜の髭をなめして織りあげられており、三流戦士のなまくら剣なら、受け止められるくらいの強度がある。
裏側に、小さな宝石の護符が一つはりついており、絶えず額を圧迫して、呪文を唱える時には、そこを精神の集中点としている。
ショルダー・ガード（肩あて）
本編3巻まで
大ガメの甲羅を削り出して作られたもの。ラハニムと戦った際に壊された。
本編4巻～本編6巻
セイルーン・シティで購入したもの。魔道銀、竜の骨を削ったものなどを重ねて造られており、細い金色の縁飾りがある。ズーマと戦った際に砕かれ処分された。
本編6巻～本編15巻
ヴェゼンディ・シティで購入したもの。つやのない黒地に、金の縁取り。左右に1つずつ赤い宝石の護符がはめ込まれている。それ以外の材質は不明で見た目は大ガメの甲羅を削りだした物と似ているが、手触りなどが微妙に違い軽い。
魔血玉（デモン・ブラッド）
4つの呪符（タリスマン）から出来ており、それぞれに四界の魔王の宝玉がついている。右手に青い「蒼穹の王（カオティックブルー）」の血玉。左手に白い「白霧（デス・フォッグ）」の血玉。腰に黒い「闇を撒くもの（ダーク・スター）」の血玉。胸元に赤い「赤眼の魔王（ルビーアイ）」の血玉。アニメでは宝玉の色は全て赤に変更されている。
元々はレイ＝マグナスの持ち物で、ゼロスが拝領して人間のフリをする為に使用していたが、リナに強引に買い取られる。
これらは完全なる賢者の石であり、四つの呪符を胸の前で正十字になるようにして、増幅の呪文を唱えると、術者の魔力容量を増幅させる。なお、長編最終巻で血玉を対価に異界の魔王の呪を使った為、全て砕けてしまった。
アニメ版では第2部が放送されていないため、現在も身に着けている。

## その他
出身は「手加減一発、岩をも砕く」（リナ談）と言われる猛者揃いのゼフィーリア王国の首都ゼフィール・シティ。両親は元傭兵で現在は雑貨屋を経営している。そのほかルナという姉がおり、リナにとっては最大の天敵で、「郷里（くに）の姉ちゃん」と呼び非常に恐れている。リナの型破りな性格は家族及びこのお国柄によって育まれたものらしい。
元々神坂一がデビュー前に執筆していたSF作品の登場人物であり、そこではリナは主役であるルナの頭脳強化タイプのバージョンアップクローン人間で、10歳くらいの性格が歪んだメカオタクと設定されていた。
名字の「インバース」は、「逆の」「反対の」という意味のINVERSEから、名前は「ルナの妹だからリナ」である。
あらいずみるいは当初、オードリー・ヘプバーンをイメージモデルにリナのキャラクターデザインを行った。
リナ＝インバースをネタ元に、Blizzard Entertainment社2002年発売のPCゲーム『ウォークラフト3』に同梱されているワールドエディターを使い、IceFrog（IceFrog）らが作成したDefence of the Ancient（略称：DotA）というMODに、「Lina Inverse」という名のヒーロー（主人公もしくは英雄）が登場し、「Dragon Slave」や「Laguna Blade」などのスキルを所持している。また、DotAを元にValve Corporation社がIceFrog（IceFrog）と共同開発したMOBAゲーム『Dota 2』にも、このヒーローは登場したが、著作権考慮で、名前が「Lina」になり、同じゲーム内の「Crystal Maiden」事「Rylai」というヒーローと姉妹関係をつけられたが、「Slayer」という二つ名と「Dragon Slave」や「Laguna Blade」などのスキルはそのまま引き継がれている。